# Burgruine Althaus (Görtschitztal)
Die Burgruine Althaus, auch Altenhaus genannt, ist die Ruine einer Höhenburg auf einem Felshügel im Kärntener Görtschitztal etwa zwölf Kilometer nördlich von Hüttenberg.

## Geschichte
Die Bezeichnung Hus stand im Hochmittelalter für einen befestigten Wohnsitz, und ein solcher wurde hier im Jahr 1247 erstmals urkundlich erwähnt. Da in der Umgebung schon seit dem frühen Mittelalter nach Bodenschätzen geschürft wurde, ist nicht auszuschließen, dass sich an dieser Stelle schon weitaus früher eine Wehranlage befunden hat. 
Im 13. und 14. Jahrhundert war das Gebiet um die Burg Eigentum des Erzbistums Salzburg, die die Verwaltung des Besitzes an Lehensherren vergaben. Das Geschlecht des 1247 als Besitzer erwähnten Wulfingus de Huse starb 1279 im Mannesstamm aus, anschließend setzte Erzbischof Friedrich Ortlof von Saurau als Verwalter ein, der zuvor Matza von Haus geheiratet hatte. Zu dieser Zeit wurde die Burg vetus domus, also „Althaus“ genannt, so dass bereits eine neuere Feste existiert haben muss. Möglicherweise handelt es sich dabei um das etwas flussabwärts auf der anderen Talseite gelegene Silberberg. 
1396 setzte Erzbischof Gregor den Bischof Konrad von Lavant als Pfleger von Althaus ein. 1449 wurde Althaus als baufällig bezeichnet, wurde aber wieder bewohnbar gemacht. Im 16. Jahrhundert zogen die Eigentümer zwar Silberberg als Wohnsitz vor, die Bedeutung von Althaus stieg aber wieder an, da es die zahlreichen in der Umgebung seit Anfang des 16. Jahrhunderts in Betrieb genommenen Bergwerke zu schützen hatte. Nachdem die Minen erschöpft waren, waren allerdings auch die Tage der Burg gezählt, sie wurde verlassen und verfiel. Als letzte Nachricht über die Burg gilt ein Schreiben aus dem Jahr 1628, in dem Regina Grimmigin, eine geborene Teuffenbach, Erbrechte geltend machte. 
Das Gelände, auf dem sich die Reste der Burg befinden, gehört heute zu einem benachbarten Bauernhof. Die Ruine steht unter Denkmalschutz.

## Beschreibung
Die Anlage befindet sich oberhalb der von Hüttenberg nach Neumarkt führenden Görtschitztal Straße (B 92) auf einem etwa 30 Meter hohen Felshügel. Von der romanischen Burg ist die Ruine des mächtigen, dickwandigen Wohnturmes erhalten, der auch den wesentlichen Teil der Gesamtanlage ausmachte. Um die Turmburg finden sich keine Reste einer sonst üblichen Ringmauer. An der Nordseite des Burgkogels hingegen ist eine ehemalige sichelförmige Wallanlage im Gelände erkennbar.
Die einst vier Geschoße des rechteckigen Doppelturmes wurden in der ersten Hälfte des 13. Jahrhunderts errichtet, die ältesten Bauteile gehen wahrscheinlich auf das Ende des 12. Jahrhunderts zurück. Im Untergeschoß befinden sich zwei durch einen tonnengewölbten Gang getrennte gewölbte Räume, im ersten Obergeschoß finden sich noch Spuren der Burgkapelle.